# Хмельник (Польша)
Хме́льник (Свентокшиское воеводство) (пол. Chmielnik (województwo świętokrzyskie)) — город в Польше, входит в Свентокшиское воеводство, Келецкий повят.
Занимает площадь 7,9 км².
Население — 4005 человек (на 2005 год).